# Паралель

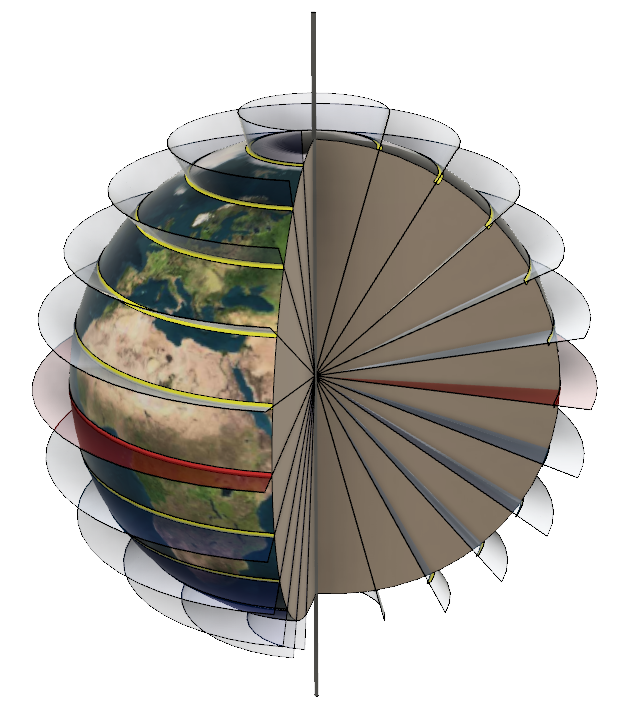
Модель, де паралелі (коло широти) як лінії, створені перетином земної поверхні і конуса, вершина якого знаходиться в центрі Землі, а вісь збігається з земною віссю. Екватор виділено червоним кольором.

Географічна паралель (грец. παράλληλος — уздовж одне одного) чи рівноле́жник — лінія перетину поверхні земної кулі площиною, паралельною до площини екватора.
Екватор — найдовша паралель, яка має протяжність 40 075 км. Екватор ділить земну кулю на дві півкулі — північну і південну.

## Особливості паралелей
- Вони мають форму кіл;
- що далі розташування паралелі від екватора, то вона коротші;
- вказують напрям схід-захід;
- паралелі перетинають меридіани під прямим кутом.

За паралелями визначаються географічна широта, яка виміряється у градусах. Через будь-яку точку на земної поверхні можна провести паралель. Всього на Земної кулі виділяється від 0 до 90 паралелей на північ від екватора, та від 0 до 90 — на південь, кожна по градусу. Між екватором і полюсами кожної півкулі існує 89 інтегральних (цілий градус) кіл широти, але їх можна розділити на більш точні вимірювання. Один градус (°) широти поділяється на 60 мінут (´), одна ´ поділяється на 60 секунд (´´). Наприклад, широта Києва — 50°27′00″ пн.ш. (п'ятдесят градусів, двадцять сім мінут, нуль секунд).

## Основні паралелі

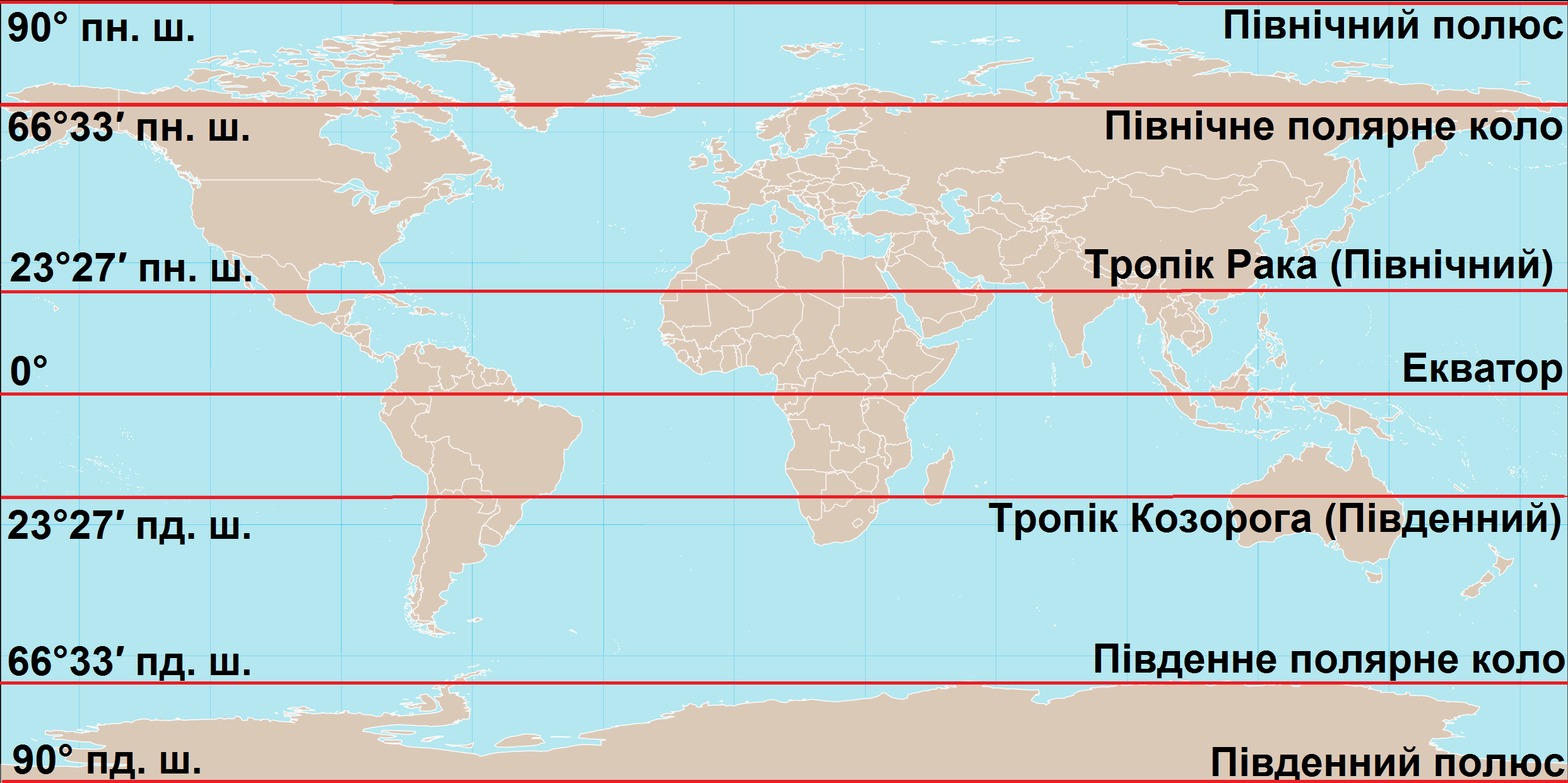
Основні паралелі та їх широти

Деякі паралелі мають власні назви, зокрема:
- північний полюс (90° пн. ш.);
- північне полярне коло (66°33′ пн. ш.);
- тропік Рака (23°27′ пн. ш.);
- екватор (паралель 0°);
- тропік Козорога (23°27′ пд. ш.);
- південне полярне коло (66°33′ пд. ш.);
- південний полюс (90° пд. ш.).

## Іменовані паралелі
На території Землі є широтні зони, які з XVI—XIX століть, за часів вітрильного мореплавства, мають конкретну назву. Це області між
- 30° пд.ш і 30° пн. ш. — «Низькі широти», де розташовано спекотний тепловий пояс
- 30-35° північної та південної широти — «Кінські широти», для яких характерні слабкі вітри і часті штилі.
- 40° пд.ш і 50° пд.ш — «Ревучі сорокові», де дмуть сильні та стійкі західні вітри, що викликають часті шторми;
- 50° пд.ш та 60° пд.ш — «Шалені п'ятдесяті»
- 60-ю і 70-ю паралелями південної широти — «Визжачі шістдесяті», через сильні вітри, що регулярно дмуть у цьому регіоні
- територія за полярними колами: на північ від Північного полярного кола і на південь від Південного полярного кола — «Високі широти», де розташовані холодні теплові пояси.

## Характеристика паралелей

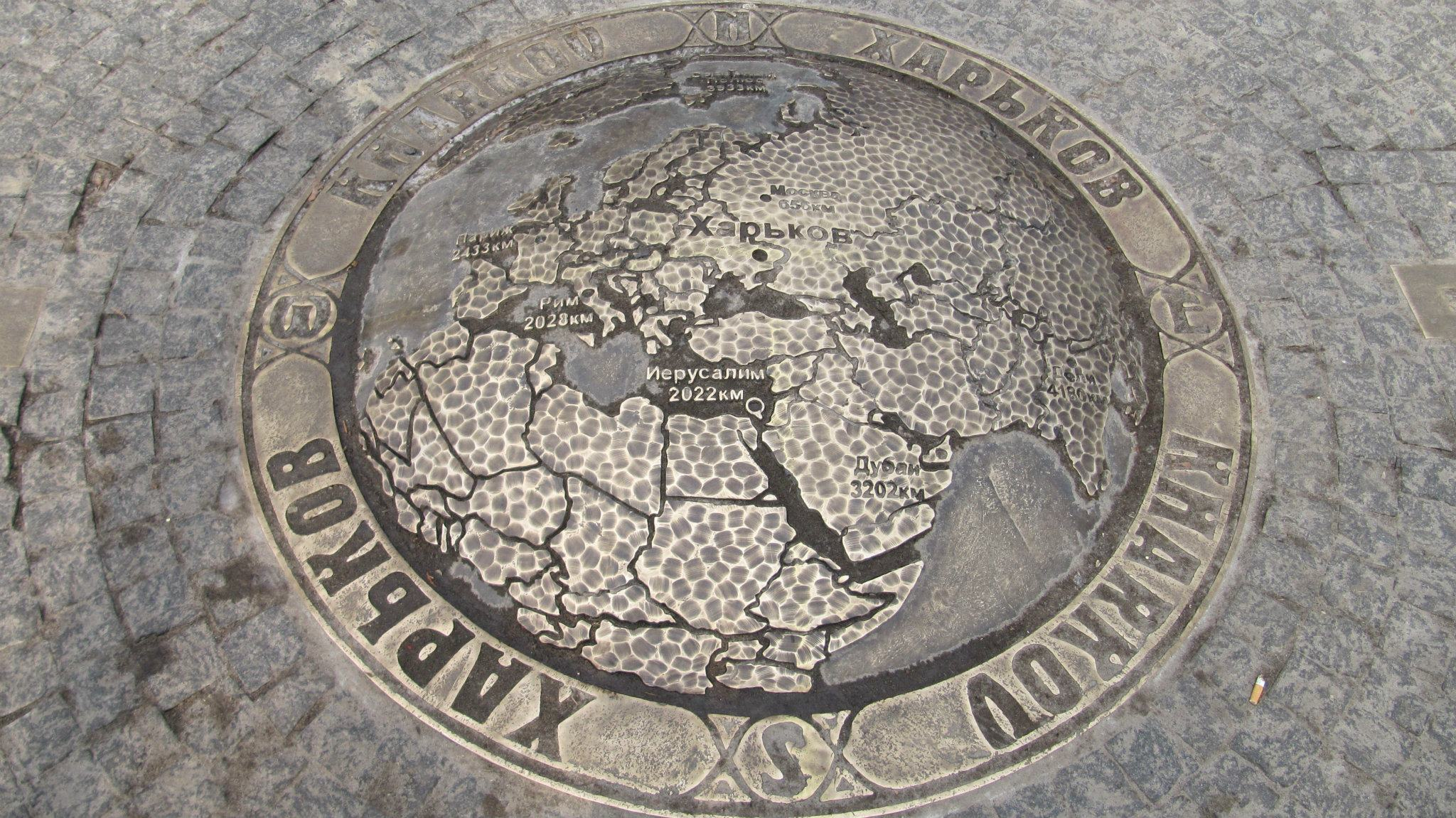
Знак, що показує паралель 50° пн.ш. у Харкові

Паралелі мають особисті характеристики (довжину, відстань від екватора чи полюса) відповідно до їх широти.
| Широта                | Довжина (км) | Відстань до полюса (км) | Відстань до екватора (км) |
| Північний полюс       | 0            | 0                       | 10 002                    |
| 85° пн.ш              | 3 504        | 558                     | 9 444                     |
| 80° пн.ш              | 6982         | 1117                    | 8 885                     |
| 75° пн.ш              | 10 405       | 1675                    | 8,327                     |
| 70° пн.ш              | 13 747       | 2 233                   | 7 769                     |
| Північне полярне коло | 15 986       | 2614                    | 7 388                     |
| 65 ° пн.ш             | 16 983       | 2791                    | 7 211                     |
| 60° пн.ш              | 20 088       | 3348                    | 6 654                     |
| 55° пн.ш              | 23 038       | 3906                    | 6096                      |
| 50° пн.ш              | 25 810       | 4462                    | 5 540                     |
| 45° пн.ш              | 28 385       | 5019                    | 4983                      |
| 40° пн.ш              | 30 742       | 5 574                   | 4,428                     |
| 35° пн.ш              | 32 864       | 6 128                   | 3874                      |
| 30° пн.ш              | 34 735       | 6 683                   | 3 319                     |
| 25° пн.ш              | 36 342       | 7 236                   | 2766                      |
| Тропік Рака           | 36 788       | 7409                    | 2593                      |
| 20° пн.ш              | 37 673       | 7 789                   | 2213                      |
| 15° пн.ш              | 38 718       | 8 343                   | 1659                      |
| 10° пн.ш              | 39 470       | 8896                    | 1106                      |
| 5° пн.ш               | 39 924       | 9 449                   | 553                       |
| Екватор               | 40 075       | 10 002                  | 0                         |
| 5 ° пд.ш              | 39 924       | 9 449                   | 553                       |
| 10° пд.ш              | 39 470       | 8896                    | 1106                      |
| 15 ° пд.ш             | 38 718       | 8 343                   | 1659                      |
| 20 ° пд.ш             | 37 673       | 7 789                   | 2213                      |
| Тропік Козерога       | 36 788       | 7409                    | 2593                      |
| 25° пд.ш              | 36 342       | 7 236                   | 2766                      |
| 30 ° пд.ш             | 34 735       | 6 683                   | 3 319                     |
| 35° пд.ш              | 32 864       | 6 128                   | 3874                      |
| 40 ° пд.ш             | 30 742       | 5 574                   | 4,428                     |
| 45 ° пд.ш             | 28 385       | 5019                    | 4983                      |
| 50 ° пд.ш             | 25 810       | 4462                    | 5 540                     |
| 55° пд.ш              | 23 038       | 3906                    | 6096                      |
| 60 ° пд.ш             | 20 088       | 3348                    | 6 654                     |
| 65° пд.ш              | 16 983       | 2791                    | 7 211                     |
| Полярне коло          | 15 986       | 2614                    | 7 388                     |
| 70 ° пд.ш             | 13 747       | 2 233                   | 7 769                     |
| 75° пд.ш              | 10 405       | 1675                    | 8,327                     |
| 80° пд.ш              | 6982         | 1117                    | 8 885                     |
| 85° пд.ш              | 3 504        | 558                     | 9 444                     |
| Південний полюс       | 0            | 0                       | 10 002                    |

## Паралелі на картах різних проєкцій
На карті кола широти можуть бути паралельними або не паралельними, а їх відстань може змінюватися в залежності від того, яка проєкція використовується для відображення поверхні Землі на площину. На рівнопрямокутній проєкції з центром на екваторі кола широти горизонтальні, вони паралельні одна одній та мають однакову відстань.
На інших циліндричних і псевдоциліндричних проєкціях кола широти є горизонтальними і паралельними, але можуть бути нерівномірними, щоб надати карті корисні характеристики. Наприклад, на проєкції Меркатора кола широти розташовані ширше біля полюсів, щоб зберегти місцеві розміри та форми, тоді як на проєкції Галла–Пітерса кола широти розташовані ближче біля полюсів, щоб характеристики площі були точнішими.
На більшості нециліндричних і непсевдоциліндричних проєкцій кола широти не є ні прямими, ні паралельними.

## Кордони-паралелі
Дуги кіл широти іноді використовуються як кордони між країнами або регіонами, де відсутні чіткі природні кордони (наприклад, у пустелях), або коли штучна межа малюється у вигляді «лінії на карті». На політичних картах найкраще можна побачити такі кордони.
| Паралель   | Опис |
| 54°40' пн  | Кордон між російськими територіями 19 століття на півночі та конфліктними американськими та британськими земельними претензіями на заході Північної Америки. Конфліктні претензії призвели до прикордонної суперечки в Орегоні між Британією та Сполученими Штатами, що породило гасло «П'ятдесят чотири сорок або бій». |
| 51° пн.ш   | Південна межа Російської Америки з 1799 по 1821 рік. |
| 49° пн.ш   | Значна частина кордону між Канадою та Сполученими Штатами, від Британської Колумбії до Манітоби; «49-а паралель» — звичайний вираз для кордону, хоча більшість населення Канади насправді живе на південь від паралелі.                                                                                                  |
| 38° пн.ш   | Кордон між Північною Кореєю та Південною Кореєю з 1945 по 1953 роки |
| 31°20'пн.ш | Частина кордону між США та Мексикою (Сонора та Чіуауа) |
| 31° пн.ш   | Частина кордону між Іраном та Іраком. |
| 26° пн.ш   | Частина кордону між Західною Сахарою та Мавританією |
| 25° пн.ш   | Частина кордону між Мавританією та Малі. |
| 22° пн.ш   | Більша частина кордону між Єгиптом і Суданом частково спірна (див. також Халаїбський трикутник) |
| 20° пн.ш   | Коротка ділянка кордону між Лівією та Суданом |
| 17° пн.ш   | Поділ між Республікою В'єтнам (Південний В'єтнам) і Демократичною Республікою В'єтнам (Північний В'єтнам) під час війни у В'єтнамі |
| 15° пн.ш   | Морський кордон між Гондурасом і Нікарагуа |
| 13°05'пн.ш | Частина кордону між Чадом і Камеруном |
| 10° пн.ш   | Частина кордону між Гвінеєю та Сьєрра-Леоне |
| 8° пн.ш    | Частина кордону між Сомалі та Ефіопією |
| 1° пн.ш    | Частина кордону між Екваторіальною Гвінеєю та Габоном |
| 1° пд.ш    | Більша частина кордону між Угандою та Танзанією |
| 7° пд.ш    | Ділянка кордону між Демократичною Республікою Конго та Анголою |
| 8° пд.ш    | Дві короткі ділянки кордону між Демократичною Республікою Конго та Анголою. |
| 10° пд.ш   | Коротка ділянка кордону між Бразилією та Перу |
| 13° пд.ш   | Частина кордону між Анголою та Замбією |
| 16° пд.ш   | Частина кордону між Мозамбіком та Зімбабве |
| 22° пд.ш   | Коротка ділянка кордону між Намібією та Ботсваною та частина кордону між Болівією та Аргентиною |
| 52° пд.ш   | Частина кордону між Аргентиною та Чилі |
| 60° пд.ш   | Північний кордон Антарктики. Північна межа Південного океану |

Також паралелі використовуються для проведення кордонів між адміністративно-територіальними одиницями країн. Наприклад, у США, Канаді, Мексиці, Австралії, Аргентині.